# Furcula gorbunovi
Furcula gorbunovi är en fjärilsart som beskrevs av Alexander Schintlmeister 1998. Furcula gorbunovi ingår i släktet Furcula och familjen tandspinnare. Inga underarter finns listade i Catalogue of Life.